# Vado forte
Vado forte è una raccolta del cantante italiano Gianni Celeste, pubblicata nel 2008.

## Tracce
1. L'infermiera di notte
2. Pecchè sì bella
3. Un angelo
4. Lei è donna
5. Bella siciliana
6. L'orientale
7. Le donne quando s'innammorano
8. Me piace
9. Senz'e te
10. Come sai fare tu
11. Ho litigato con mia moglie
12. Te voglio troppo bene
13. Senza 'e te